# Pielgrzymowice (województwo opolskie)
Pielgrzymowice (niem. Neudorf b. Bernstadt) – wieś w Polsce położona w województwie opolskim, w powiecie namysłowskim, w gminie Wilków.
W latach 1975–1998 miejscowość położona była w województwie opolskim.
Przez wieś przebiega linia kolejowa nr 143. Planowane jest uruchomienie we wsi przystanku kolejowego.

## Nazwa
W księdze łacińskiej Liber fundationis episcopatus Vratislaviensis (pol. Księga uposażeń biskupstwa wrocławskiego) spisanej za czasów biskupa Henryka z Wierzbna w latach 1295–1305 miejscowość wymieniona jest w zlatynizowanej formie Mikoffzka.

## II wojna światowa
W czasie II wojny światowej miejscowość stała się symbolicznym miejscem kaźni polskich robotników przymusowych. Miejscowi chłopi niemieccy zamordowali wówczas polskiego jeńca wojskowego skierowanego do przymusowej pracy w rolnictwie - Tadeusza Słonimskiego